# 912 TCN
912 TCN là một năm trong lịch La Mã.